# Elliehausen
Elliehausen is een dorp in de Duitse gemeente Göttingen in de deelstaat Nedersaksen. Het dorp werd in 1973 bij de stad Göttingen gevoegd.
Elliehausen wordt voor het eerst genoemd in een oorkonde uit 1207, hoewel er een verwijzing is naar een oudere oorkonde waarvan echter wordt aangenomen dat het een vervalsing is. De dorpskerk wordt voor het eerst vermeld in 1273. Het huidige bouwwerk stamt uit het begin van de negentiende eeuw.
- Virtual International Authority File: 246968640